# Pseuderimerus burgeri
Pseuderimerus burgeri är en stekelart som beskrevs av Burks 2004. Pseuderimerus burgeri ingår i släktet Pseuderimerus och familjen gallglanssteklar. Inga underarter finns listade i Catalogue of Life.